# Michael Carter (athlétisme)
Pour les articles homonymes, voir D'Andrea, Carter et Michael Carter (homonymie).
Michael D'Andrea « Mike » Carter (né le 29 octobre 1960 à Dallas) est un athlète américain spécialiste du lancer du poids. Il pratique en parallèle le football américain et remportera par trois le Super Bowl dont une fois la même année que sa médaille olympique au poids avec les 49ers de San Francisco. Il est le père de la lanceuse de poids Michelle Carter, championne olympique en 2016 qu'il a un temps entrainé.

## Carrière

### Palmarès athlétique
| Date | Compétition           | Lieu        | Résultat | Performance |
| ---- | --------------------- | ----------- | -------- | ----------- |
| 1981 | Universiade d'été     | Bucarest    | 1er      | 20,19 m     |
| 1983 | Universiade d'été     | Edmonton    | 1er      | 19,74 m     |
| 1984 | Jeux olympiques d'été | Los Angeles | 2e       | 21,09 m     |

### Records en athlétisme
| Épreuve         | Performance | Lieu | Date |
| --------------- | ----------- | ---- | ---- |
| Lancer du poids | 21,76 m     |      | 1984 |